# Veteran
Veteran je naziv za utrjenega in izkušenega vojaka, ki je sodeloval v več vojnah oz. spopadih.
Prva pojava naziva se uvršča v stari Rim; veteran je bil legionar, ki je v rimski vojski služil 16 let in je tako odslužil vojaški rok. V priznanje za zasluge je prejel denarno nagrado, veteransko zemljišče,..., v primeru, če pa ni bil Rimljan, pa je dobil še rimsko državljanstvo.